# Загородня вулиця (Київ)
За́городня ву́лиця — вулиця в Голосіївському районі міста Києва, місцевість Нова Забудова. Пролягає від Великої Васильківської вулиці до вулиці Казимира Малевича.
Прилучається вулиця Антоновича.

## Історія
Вулиця виникла в 1-й половині XIX століття, у 1869 році отримала назву Либідський провулок (рос. Лыбедской переулок) (прямував до р. Либідь). Згодом об'єднаний із Загородною вулицею, яка простягалася тоді до вулиці Василя Тютюнника (на той час — Прозорівської вулиці). 
У 1977 році Загородню вулицю знову було поділено, частина її набула назву вулиця Панаса Любченка, на честь радянського партійного і державного діяча Панаса Любченка, а решту вулиці було ліквідовано на початку 1980-х років у зв'язку зі знесенням старої забудови.
Сучасну історичну назву вулиці відновлено 2015 року.
У XIX–XX століттях у Києві назву Загородня також мали нинішні вулиці Золотоустівська та Ґарета Джонса.

## Забудова
До вулиці відноситься лише один будинок — № 15, в якому розташовуються різні державні установи та приватні підприємства.